# Toma de San Marino
La Toma de San Marino fue un ataque conjunto del Ejército de Liberación Nacional (ELN) y las Fuerzas Armadas Revolucionarias de Colombia - Ejército del Pueblo (FARC-EP), contra el cuartel de Policía del corregimiento de San Marino, zona rural de Bagadó (Chocó), el 17 de diciembre de 2005. Como resultado del asalto masivo perecieron 8 uniformados y 29 más fueron capturados y liberados unilateralmente unos días después.
El ataque a San Marino hizo parte de una amplia ofensiva lanzada por las guerrillas colombianas, para contrarrestar el Plan Patriota, operaciones militares del gobierno Uribe emprendida contra las FARC-EP desde el año anterior.

## Antecedentes
San Marino que es un corregimiento del municipio de Bagado (la cabecera urbana está ubicada a 3 horas de distancia), ubicado en el sur de Chocó, en una zona boscosa a la que no hay acceso por carretera; su población hacia 2005 era de 120 personas. La vía más cercana es la que conduce de Quibdo al departamento de Risaralda, pero precisamente la carretera estaba cerrada desde hacía más de un mes debido a unos derrumbes presentados en la zona. Por otro lado, el río Bagadó tampoco es navegable en este trayecto por su baja corriente.

## Ataque
El 2 de diciembre de 2005, el comando de la Fuerzas MIlitares, envió al caserío de San Marino, dos pelotones del Ejército por solicitud del gobernador del Chocó, Julio Ibarguen Mosquera. Esto en prevención de una escalada subversiva, en una zona de influencia histórica para las FARC-EP y el ELN. Sin embargo, el 10 de diciembre, el contingente militar salió de San Marino para prestar seguridad a un grupo de indígenas de la región que desplazados hacia el centro del país, necesitaban ahora acompañamiento para regresar a su lugar de origen en el Chocó. Tras cumplir la misión, el contingente debería regresar el 17 de diciembre, día de la toma. La retirada temporal fue aprovechada por el ELN y las FARC-EP para lanzar el ataque.
Los combates comenzaron alrededor de las 3:30 AM (UTC-5) del 17 de diciembre, con la incursión de cerca de 300 irregulares comandados por "Karina". Los atacantes hacían parte de una alianza conformada por milicianos del frente 47 y de la compañía Aurelio Rodríguez, de las FARC-EP; del frente Manuel Hernández 'El Boche', del ELN; y del Ejército Revolucionario Guevarista, una pequeña disidencia que actuaba solamente en el Chocó. En el puesto policial, la guarnición de 57 elementos en su mayoría jóvenes auxiliares regulares que prestaba servicio militar, se hallaba bajo estado de alerta como resultado de la arremetida guerrillera de la víspera. En medio de la oscuridad,  los insurgentes emplearon lanzagranadas y pipetas de gas que instalaron en la margen opuesta del río que pasa por el corregimiento, para atacar las posiciones de los uniformados. Desde allí aferraron al terrero a los policiales, lo que les permitió maniobrar con mayor facilidad y copar las unidades enemigas, que resistieron la embestida hasta cerca de las 9 de la mañana cuando, rodeados y con la munición agotada, tuvieron que entregarse. Entre los secuestrados estaba, el subteniente Carlos Oviedo Cantillo, comandante de la base, un intendente y una veintena de auxiliares regulares.
En el ataque 29 policías fueron capturados, 8 policías murieron y otros 7 quedaron heridos. Cuatro policías y cuatro civiles heridos fueron transportados hasta Quibdó, la capital del departamento del Chocó, para recibir atención hospitalaria. Según las FARC en un comunicado, sustrajeron cerca de 46 fusiles, 15,900 cartuchos para los mismos, una ametralladora M-60 con 32 cananas y 3,200 tiros, 7 GPS, 73 granadas de 60 milímetros, 176 cargadores para los fusil de asalto, 40 equipos de campaña, 56 chalecos tácticos, 2 Milkor MGL y 10 cámaras fotográficas.

## Liberación unilateral de secuestrados
Inmediatamente después del ataque, el Comando del Ejército envió al área de los combates una unidad de contraguerrilla y 15 helicópteros artillados. Mientras las tropas rastreaban la zona, el lunes 19 de diciembre se produjeron los primeros combates con los guerrilleros que se retiraban con los secuestrados.
En su repliegue, los subversivos sembraron minas antipersona, con el fin de imposibilitar el avance de las tropas. Pero ante la presión de los militares y las bajas sufridas, un día después, el martes 20 de diciembre, dejaron en libertad a los 29 policías retenidos. Durante el rastreo de la zona de los combates unos 20 kilómetros al norte de San Marino, efectivos del Ejército hallaron los cadáveres de 15 insurgentes.

## Policías abatidos
- subintendente Milver Vélez Amariles
- Patrullero Arbey Orlando Ospina Pulgarín
- Auxiliares Carlos Alberto Pabón romero, Pedro Felipe Guarín Guzmán, Wilmar Gallego Franco, Jhon Freddy Jaramillo, Jhon Jairo López Puerta, y Raúl Esteban Pérez Cárdenas.[12][1]

## Reacciones
Tras la toma de San Marino, el politólogo León Valencia declaró que el ataque a San Marino, había sido causada por errores tácticos del plan de seguridad gubernamental, señalando que a la larga los costos podían superar los resultados. Dijo: "el gobierno está pagando el costo de hacer llegar fuerza pública en un número reducido de hombres a las zonas más apartadas del país" y "ese es el costo de la política de seguridad del presidente Álvaro Uribe".